# American Music Awards 2009
37-я церемония American Music Awards прошла 22 ноября 2009 года в Nokia Theatre в Лос-Анджелесе. Объявление номинантов состоялось 13 октября 2009 года. Впервые в истории, на церемонии не было ведущих. Вместо этого, различные знаменитости представляли исполнителей; подобным образом проходит церемония «Грэмми».

## Выступления
- Джанет Джексон — «Control» / «What Have You Done for Me Lately» / «Miss You Much» / «If» / «Make Me» / «Together Again»
- Daughtry — «Life After You»
- Шакира — «Give It Up to Me»
- Кит Урбан — «Kiss a Girl»
- Green Day — «21 Guns»
- Келли Кларксон — «Already Gone»
- Jay-Z / Алиша Киз — «Empire State of Mind»
- Бейонсе — «Single Ladies»
- The Black Eyed Peas — «Meet Me Halfway» / «Boom Boom Pow»
- Рианна — «Mad House» / «Wait Your Turn» / «Hard»
- Кэрри Андервуд — «Cowboy Casanova»
- Леди Гага — «Bad Romance» / «Speechless»
- Мэри Джей Блайдж — «I Am»
- Дженнифер Лопес — «Louboutins»
- Уитни Хьюстон — «I Didn’t Know My Own Strength»
- Алиша Киз — «Try Sleeping with a Broken Heart»
- Эминем / 50 Cent / Kon Artis — «Crack a Bottle» / «Forever»
- Тимбалэнд / Нелли Фуртадо / SoShy[англ.] — «Morning After Dark»
- Адам Ламберт — «For Your Entertainment»

## Номинанты и победители
| Artist of the Year | New Artist of the Year                                                                          |
| --- | ----------------------------------------------------------------------------------------------- |
| - Эминем - Майкл Джексон - Kings of Leon - Леди Гага Тейлор Свифт                                                      | Gloriana - Кери Хилсон - Кид Кади - Леди Гага                                                   |
| Favorite Pop/Rock Male Artist                                                                                          | Favorite Pop/Rock Female Artist                                                                 |
| - Эминем Майкл Джексон - T.I.                                                                                          | - Бейонсе - Леди Гага Тейлор Свифт                                                              |
| Favorite Pop/Rock Band/Duo/Group                                                                                       | Favorite Pop/Rock Album                                                                         |
| The Black Eyed Peas - Kings of Leon - Nickelback                                                                       | Number Ones — Майкл Джексон - The Fame — Леди Гага - Fearless — Тейлор Свифт                    |
| Favorite Country Male Artist                                                                                           | Favorite Country Female Artist                                                                  |
| - Дарий Рукер - Джейсон Олдин Кит Урбан                                                                                | - Риба Макинтайр Тейлор Свифт - Кэрри Андервуд                                                  |
| Favorite Country Band/Duo/Group                                                                                        | Favorite Country Album                                                                          |
| Rascal Flatts - Sugarland - Zac Brown Band                                                                             | - Unstoppable — Rascal Flatts Fearless — Тейлор Свифт - The Foundation — Zac Brown Band         |
| Favorite Rap/Hip-Hop Male Artist                                                                                       | Favorite Rap/Hip-Hop Album                                                                      |
| Jay-Z - Эминем - T.I.                                                                                                  | The Blueprint 3 — Jay-Z - Relapse — Эминем - Paper Trail — T.I.                                 |
| Favorite Soul/R&B Male Artist                                                                                          | Favorite Soul/R&B Female Artist                                                                 |
| - Джейми Фокс Майкл Джексон - Максвелл                                                                                 | Бейонсе - Кейша Коул - Кери Хилсон                                                              |
| Favorite Soul/R&B Band, Duo or Group                                                                                   | Favorite Soul/R&B Album                                                                         |
| The Black Eyed Peas - Day26 - Mary Mary                                                                                | - I Am... Sasha Fierce — Бейонсе - The E.N.D. — The Black Eyed Peas Number Ones — Майкл Джексон |
| Favorite Soundtrack | Favorite Alternative Artist                                                                     |

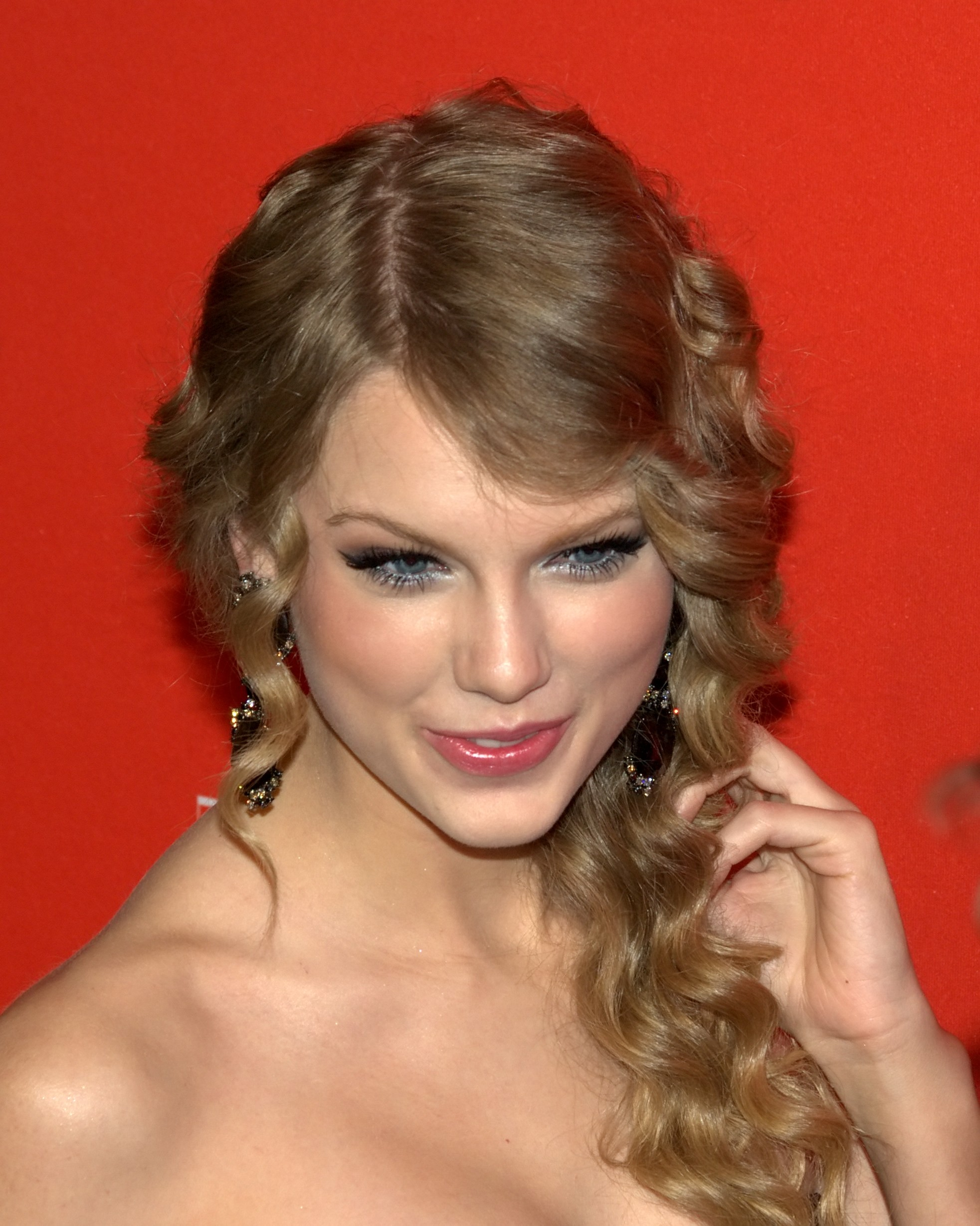
Тейлор Свифт выиграла пять из шести номинаций в которых была представлена

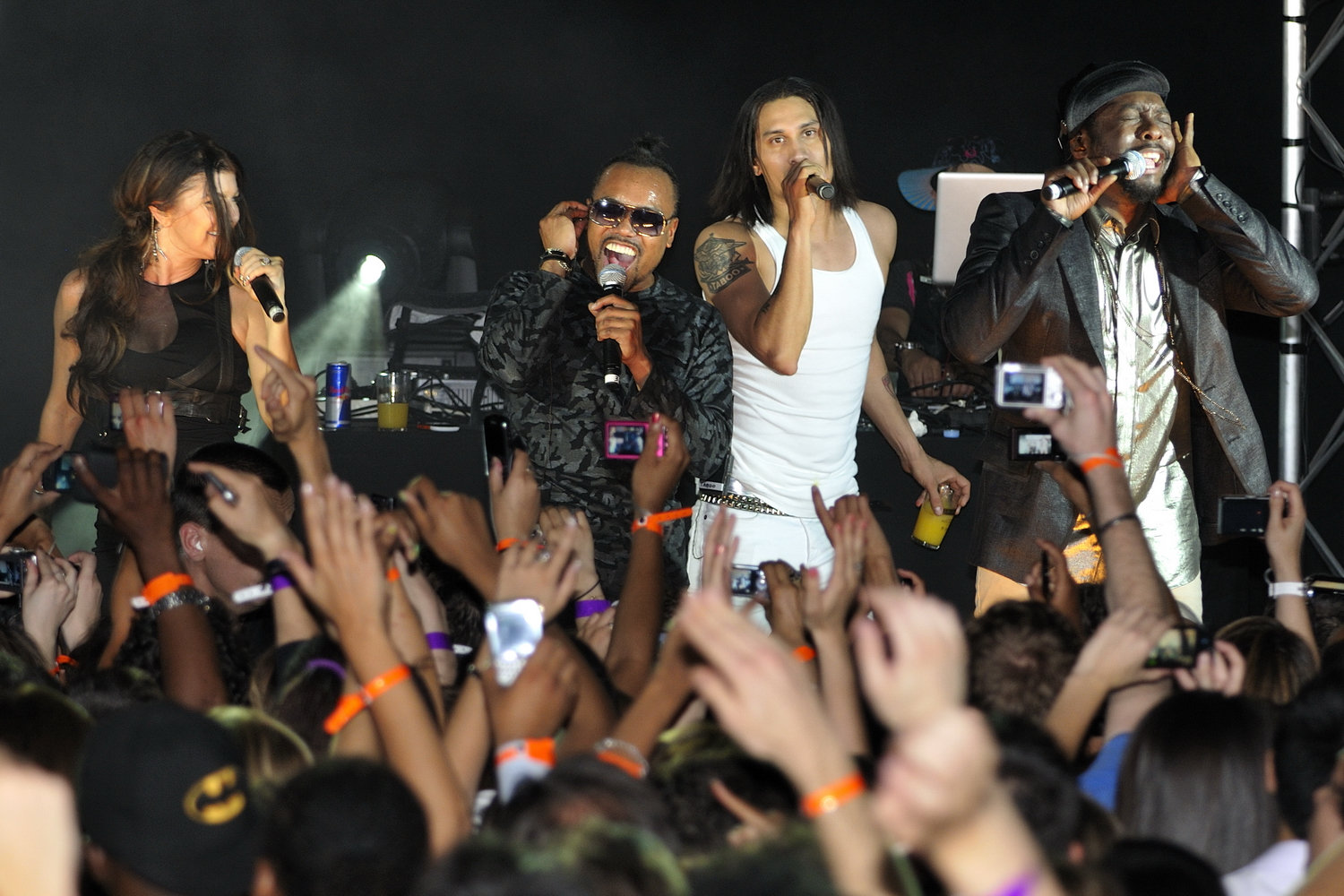
The Black Eyed Peas были номинированы в трёх категориях и получили две награды

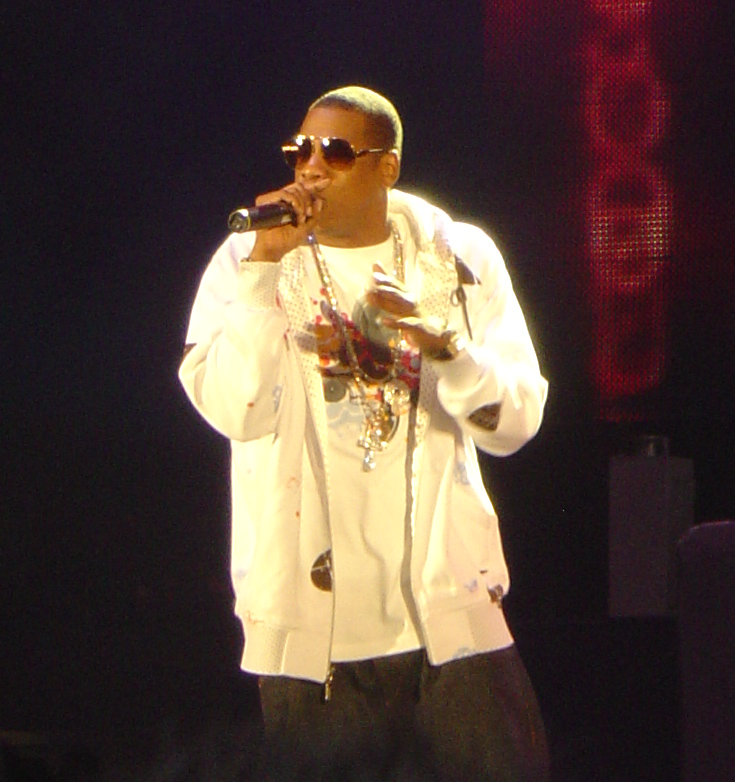
Jay-Z получил две номинации и выиграл обе награды

| - Hannah Montana: The Movie — Разные артисты - Hannah Montana 3 — Майли Сайрус/Ханна Монтана Twilight — Разные артисты | Green Day - Kings of Leon - Shinedown                                                           |
| Favorite Adult Contemporary Artist                                                                                     | Favorite Latin Artist                                                                           |
| - Daughtry - Джейсон Мраз Тейлор Свифт                                                                                 | Aventura - Луис Фонси - Wisin & Yandel                                                          |
| Favorite Contemporary Inspirational Artist                                                                             | International Artist Award                                                                      |
| - Джереми Кэмп - Брэндон Хит Mary Mary                                                                                 | - Уитни Хьюстон                                                                                 |